# Ante Jazić
Ante Jazić (ur. 26 lutego 1976 w Bedford, Nowa Szkocja) – kanadyjski piłkarz występujący na pozycji obrońcy w CD Chivas USA.
Jest wychowankiem Hrvatskiego Dragovoljac Zagrzeb. Grał także w Hajduku Split, Rapidzie Wiedeń, Kubaniu Krasnodar i Los Angeles Galaxy. W 2007 roku z reprezentacją Kanady wystąpił w Złotym Pucharze CONCACAF.